# ۸۰ (عدد)

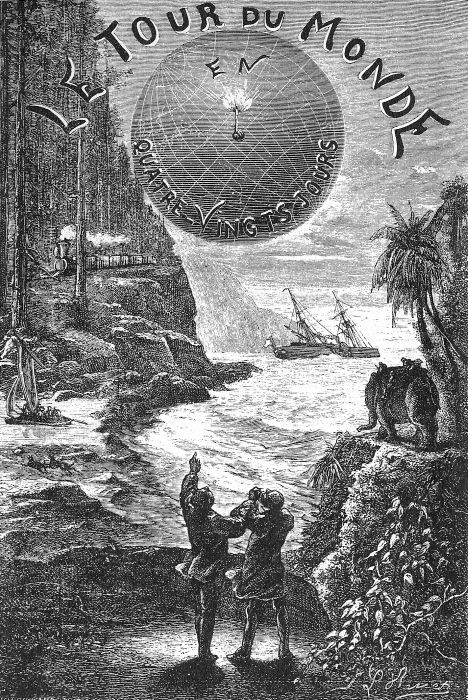
دور دنیا در هشتاد روز

۸۰ (هشتاد) هشتادمین عدد از اعداد طبیعی است.
در زبان فرانسوی عدد ۸۰؛ واژه مستقل عددی ندارد و برای نامگذاریش از ترکیب اعداد دیگر مثلا" quatre vingt (چهار بیست‌) برای واژه هشتاد استفاده می‌کنند.
1. ↑  https://www.theguardian.com/notesandqueries/query/0,,-4751,00.html#:~:text=The%20number%20system%20in%20French,pattern%20to%20that%20in%20French